# Selektionsmarker
Als Selektionsmarker (englisch selectable marker) wird in der Gentechnik ein Gen bezeichnet, das als Marker zusammen mit dem „gene of interest“, also dem eigentlich gewünschten Gen, in den veränderten Organismus eingebracht wird, um Individuen mit erfolgreicher Genveränderung erkennen zu können. Häufig verwendete Selektionsmarker sind Antibiotikaresistenzen, Auxotrophien oder Herbizidresistenzen. Erfolgreich genveränderte Organismen können dann auch auf einem die entsprechende Substanz enthaltenden Selektionsmedium überleben. Im Gegensatz zu scorable Markern, die einen direkt beobachtbaren Phänotyp erzeugen, erlauben Selektionsmarker die erfolgreich genveränderten Organismen direkt zu selektieren. Scorable Marker werden vor allem zur Selektion einzelliger Organismen oder Pflanzen verwendet. Teilweise erzeugen Selektionsmarker eine Belastung für den Stoffwechsel des transgenen Organismus und können potentiell durch horizontalen Gentransfer auf andere Organismen übertragen werden, weshalb Methoden zur Entfernung des Selektionsmarkers nach der Selektion entwickelt wurden, z. B. mit TALENs oder Zinkfingernukleasen. Eine positive Selektion erfolgt beispielsweise durch Verwendung einer Antibiotikum- oder Herbizidresistenz (transgene Organismen können wachsen), eine negative Selektion durch Verwendung von toxischen Genen (nichttransgene Organismen können wachsen). Auxotrophien können sowohl zur negativen als auch zur positiven Selektion verwendet werden.

## Beispiele
- beta-Lactamase (bla) und das Antibiotikum Ampicillin
- neo (z. B. die Aminoglycosid-3‘-Phosphotransferase APH 3‘ II) und das Antibiotikum Geneticin (G418)
- kanR und das Antibiotikum Kanamycin
- Mutiertes FabI-Gen (mFabI) aus E. coli und das Biozid Triclosan[2]
- URA3, eine Orotidin-5'-phosphat-Decarboxylase, die auxotroph kompensieren kann[3]
- Thymidinkinase und Ganciclovir